# Junta Liberalista de Andalucía

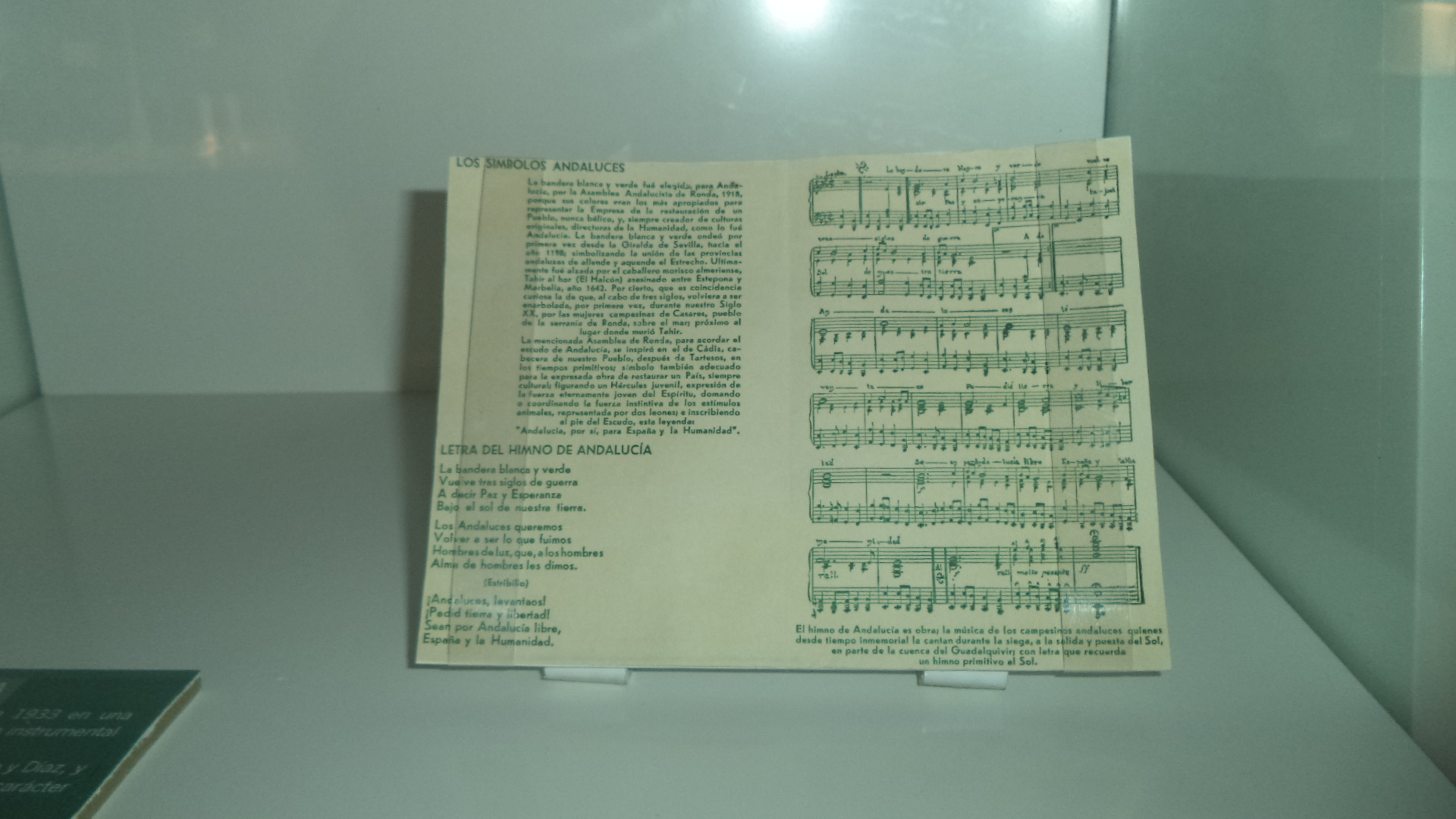
El himno de Andalucía, publicado por la Junta Liberalista, fue difundido en 1933 en una publicación donde por primera vez se registra la versión instrumental a piano del himno de Andalucía.Copia expuesta en el Museo de la Autonomía de Andalucía, en Coria del Río, Sevilla.

La Junta Liberalista de Andalucía (también llamada erróneamente en plural Juntas Liberalistas de Andalucía) fue un partido político de ideología liberal, islamista y andalucista que sustituyó a los anteriores Centros Andaluces, tras la prohibición de estos en 1923, durante la dictadura militar de Primo de Rivera.
Principal impulsora del proceso autonomista andaluz durante la Segunda República Española, fue fundada en 1931. A ella pertenecieron destacadas personalidades como Blas Infante, Alfonso Lasso de la Vega, Rafael Ochoa Vila, Emilio Lemos Ortega, Juan Álvarez Ossorio, Manuel Escobar, José Llopis Sancho, Antonio Llopis Sancho, José Caballero Fernández de Labandera, José María Rufino, Luisa Garzón, Enrique Salgado y José Rodríguez Escobar. En abril de 1936 la Junta lanzó una campaña pro estatuto para difundir su anteproyecto de Estatuto de Autonomía para Andalucía, pero el estallido de la guerra civil española pondría fin a sus actividades. 
Con la reinstauración de la democracia en España en los años 70, los supervivientes de la Junta Liberalista de Andalucía, a partir de 1978 se integraron en el Partido Socialista de Andalucía (PSA), que luego pasó a ser el Partido Andalucista (PA).